# Efraim Zuroff
Efraim Zuroff (New York, 1948. augusztus 5. –) zsidó történész, a Simon Wiesenthal Központ jeruzsálemi vezetője, aki nagy szerepet játszik a világon élő, nemzetiszocialista háborús bűnökkel vádolt idős emberek bíróság elé állításában, amiért az „utolsó nácivadász”-ként is emlegetik. 2002-ben hirdette meg az utolsó esély programot a még élő gyanúsítottak felkutatására és bíróság elé állítására. Eredetileg nem történész vagy nácivadász, hanem kosárlabda játékos szeretett volna lenni az NBA-ben. Az Egyesült Államokban a Yeshiva Egyetemen szerzett diplomát történelemből, és az 1970-es években költözött Izraelbe, ahol a Jeruzsálemi Egyetemen folytatott a holokauszthoz kapcsolódó tanulmányokat, majd csatlakozott a Wiesenthal Központhoz, amelynek azóta is tagja. Főleg a Kelet-európai térséggel foglalkozik munkája során.
Magyarországon Képíró Sándor csendőrszázados bírósági ügye kapcsán vált ismertté, ahol a bíróság függetlenségét is megkérdőjelezte a vádlott nem jogerős felmentő ítélet után, a vádlott halála után pedig örömét fejezte ki amiatt, hogy annak egészségi állapota megromlott a per alatt. 2009. január 22-én Képíró megtalálásáért Újvidék városa tiszteletbeli polgárságot adományozott neki.
Könyvében (in.: Operation Last Chance 2009. Palgrave Macmillan Képíró: 209-219) leírta, hogy hogy egy időben fontolgatta dr. Képíró megölését. Ezt írta: "Mindenféle gondolat megfordult a fejemben, beleértve egy-két kifejezetten baljós természetűt is. Mi lenne egyszerűbb, mint bejutni a lakásába és kivégezni a gazembert? Végső soron nem gyanúsított volt hanem elítélt háborús bűnös, akinek bűnösségét több száz halott zsidó és szerb bizonyítja. Mi lehetne könnyebb? Egy – ahogy elképzeltem – törékeny 92 éves. Sima ügy..... A megölése hosszú távon nemkívánatos eredményre vezetett volna, és ártott volna más helyeken folytatott erőfeszítéseinknek." (Forrás: Zétényi Zsolt: A képíró-ügy Tanulmány és forrásközlés Kairosz Kiadó 2013)

## Magyarul
- Az utolsó esély akció. Küzdelem a náci bűnösök felelősségre vonásáért; ford. Molnár László, Morvay Szilárd; Hetek Könyvek, Bp., 2012